# Love Yourself: Answer
Love Yourself 結 ’Answer’ ist das dritte koreanische Kompilationsalbum der südkoreanischen Boygroup BTS, welches am 24. August 2018 über Big Hit Entertainment erschien. Das Album enthält 25 Lieder (digitale Version 26), wovon sieben neue Songs sind. Idol erschien als einzige Single. Vier verschiedene physische Versionen (S, E, L, F) wurden veröffentlicht. Answer ist der Nachfolger ihres Studioalbums Love Yourself 轉 ‘Tear’ und das letzte Album der Love Yourself-Trilogie. Es war 2018 weltweit das zweitmeistverkaufte Album mit rund 2,7 Millionen verkauften Einheiten.

## Hintergrund und Werbung
Answer wurde am 16. Juli 2018 angekündigt. Es ist das letzte Stück der 起承転結 (Kishōtenketsu) Erzählung und verbindet Love Yourself 起 Wonder, Love Yourself 承 'Her' und Love Yourself 轉 'Tear'.
Am 10. August kam der Comeback-Trailer Epiphany von Gruppenmitglied Jin heraus.
Am 13. August wurden die Konzept-Fotos der „S“ und „E“ Versionen und drei Tage später die „L“ und „F“ Versionen auf Twitter gepostet. Am 20. Mai veröffentlichte BigHit die Titelliste.
Zwei Stunden vor der Veröffentlichung des Albums teilte BigHit mit, dass eine Version von IDOL mit US-Rapperin Nicki Minaj digital erscheinen würde.
Am 25. August begann die Love Yourself Tour in Seoul. Einen Tag später gab BTS eine Pressekonferenz, bei der sie Answer vorstellten.
Am 29. August gab es einen Live-Stream auf der V App unter dem Motto „Behind The anSwer“, in dem die Mitglieder ihr neues Album feierten.

## Musikvideos
Am 22. August veröffentlichte BigHit den Teaser zu IDOL. Das Musikvideo erschien zeitgleich mit dem Album. Innerhalb von 24 Stunden wurde es auf Youtube über 45 Millionen Mal aufgerufen und stellte damit den Rekord von Taylor Swift ein.

## Titelliste
Love Yourself 結 ’Answer’
| Nr.          | Titel                                         | Text | Musik                        | Länge   |
| ------------ | --------------------------------------------- | --- | ---------------------------- | ------- |
| 1.           | Euphoria (Jungkooks Solo)                     | Jordan „DJ Swifel“ Young • Candace Nicole Sosa • Melanie Joy Fontana • hitman bang • Supreme Boi • Adora • RM                                                         | Jordan „DJ Swifel“ Young     | 3:49    |
| 2.           | Trivia 起: Just Dance (J-Hopes Solo)          | J-Hope • Hiss noise | Hiss noise                   | 3:45    |
| 3.           | Serendipity Full Length Edition (Jimins Solo) | hitman bang • Ashton Foster • Ray Michael • Djan Jr. • RM • Slow Rabbit                                                                                               | Slow Rabbit                  | 4:37    |
| 4.           | DNA                                           | Pdogg • hitman bang • KASS • Supreme Boi • SUGA • RM | Pdogg                        | 3:43    |
| 5.           | dimple                                        | Matthew Tishler • Allison Kaplan • RM | Matthew Tishler • Crash Cove | 3:16    |
| 6.           | Trivia 承: Love (RMs Solo)                    | Hiss noise • Slow Rabbit • RM | Slow Rabbit                  | 3:46    |
| 7.           | Her                                           | SUGA • Slow Rabbit • RM • J-Hope | SUGA• Slow Rabbit            | 3:49    |
| 8.           | Singularity (Vs Solo)                         | Charlie J. Perry • RM | Charlie J. Perry             | 3:17    |
| 9.           | Fake Love                                     | Pdogg • hitman bang • RM | Pdogg                        | 4:02    |
| 10.          | 전하지 못한 진심 (featuring Steve Aoki)       | Steve Aoki • Roland Spreckley • Jake Torrey • Noah Conrad • Annika Wells • RM • Slow Rabbit                                                                           | Steve Aoki                   | 4:02    |
| 11.          | Trivia 轉: Seesaw (SUGAs Solo)                | Slow Rabbit • SUGA | Slow Rabbit • SUGA           | 4:06    |
| 12.          | Tear                                          | DOCSKIM • Shin Myung-soo • SUGA• RM • J-Hope | DOCSKIM                      | 4:45    |
| 13.          | Epiphany (Jins Solo)                          | hitman bang • Slow Rabbit • ADORA | Slow Rabbit                  | 4:00    |
| 14.          | I’m Fine                                      | Ashton Foster • Candance Nicole Sosa • J-Hope • Jordan „DJ Swivel“ Young • Lauren Dyson • Pdogg • Ray Michael Djan • RM • Samantha Harper • SUGA • Yoon Guitar•점바비 | Pdogg                        | 4:00    |
| 15.          | Idol                                          | hitman bang • Ali Tamposi • RM • Roman Campolo • Supreme Boi | Pdogg                        | 3:43    |
| 16.          | Answer: Love Myself                           | Ashton Foster • Candace Nicole Sosa • Conor Maynard • J-Hope • Jordan „DJ Swivel“ Young • Pdogg • Ray Michael Djan • RM • SUGA • 점바비                               | Pdogg                        | 4:11    |
| Gesamtlänge: | Gesamtlänge:                                  | Gesamtlänge: | Gesamtlänge:                 | 1:02:51 |

| Nr.          | Titel                                               | Text | Musik                                      | Länge |
| ------------ | --------------------------------------------------- | --- | ------------------------------------------ | ----- |
| 1.           | Magic Shop                                          | Jungkook • Hiss noise • RM • DJ Swivel • Candace Nicole • Sosa • ADORA • J-Hope • SUGA                                 | Jungkook • Hiss noise • ADORA              | 4:36  |
| 2.           | Best Of Me                                          | Andrew Taggart • Pdogg • Ray Michael Djan Jr • Ashton Foster • Sam Klempner • RM • hitman bang • SUGA • J-Hope • ADORA | Andrew Taggart • Pdogg                     | 3:46  |
| 3.           | Airplane pt. 2                                      | RM • SUGA • J-Hope • Pdogg • Ali Tamposi • Liza Owens • Roman Campolo • hitmang bang                                   | Pdogg                                      | 3:39  |
| 4.           | Go Go                                               | Pdogg • hitman bang • Supreme Boi                                                                                      | Pdogg                                      | 3:55  |
| 5.           | Anpanman                                            | Pdogg • Supreme Boi • RM • hitman bang • SUGA • Jinbo                                                                  | Pdogg                                      | 3:54  |
| 6.           | Mic Drop                                            | Pdogg • Supreme Boi • RM • hitman bang • J-Hope                                                                        | Pdogg                                      | 3:57  |
| 7.           | DNA (Pedal 2 LA Mix)                                | hitman bang • Slow Rabbit • Khan • DOCSKIM                                                                             | hitman bang • Slow Rabbit • Khan • DOCSKIM | 4:07  |
| 8.           | Fake Love (Rocking Vibe Mix)                        | Pdogg • RM • hitman bang                                                                                               | Slow Rabbit                                | 3:58  |
| 9.           | MIC Drop ((Steve Aoki Remix) [Full Length Edition]) | Pdogg • hitman bang • RM • Supreme Boi • J-Hope                                                                        | Steve Aoki                                 | 5:08  |
| Gesamtlänge: | Gesamtlänge:                                        | Gesamtlänge: | Gesamtlänge:                               | 37:00 |

| Nr.          | Titel                        | Text                                                                               | Musik        | Länge |
| ------------ | ---------------------------- | ---------------------------------------------------------------------------------- | ------------ | ----- |
| 10.          | Idol (featuring Nicki Minaj) | hitman bang • Ali Tamposi • Onika Minaj • Pdogg • RM • Roman Campolo • Supreme Boi | Pdogg        | 4:20  |
| Gesamtlänge: | Gesamtlänge:                 | Gesamtlänge:                                                                       | Gesamtlänge: | 4:20  |

## Rezeption

### Kritiken
Answer erhielt positives Feedback von Musikkritikern. Die SCMP gab dem Album vier von fünf Sternen und lobte den traditionellen Sound von Idol, die Rapper der Gruppe und die Übermittlung der Nachricht von Selbstliebe an die Jugend.
Tamar Herman schrieb für Billboard: "Love Yourself: Answer bekräftigt die Identität von BTS als eine Gruppe von Künstlern, oder „Idols“ oder was auch immer, die kraftvolle Lyrik mit vielfältiger Musikalität mischen. Als eine meisterhafte Krönung jahrelanger Arbeit und großer Bedeutung, ist Answer unbestreitbar ein Meisterwerk von BTS, das nur wenige andere Künstler oder Boybands hoffen erreichen zu können.

### Preisverleihungen
| Jahr | Preisverleihung               | Empfänger             | Preis                           | Ergebnis  | Ref.   |
| ---- | ----------------------------- | --------------------- | ------------------------------- | --------- | ------ |
| 2018 | Mnet Asian Music Awards       | „IDOL“                | TikTok Best Music Video         | Gewonnen  | [ 14 ] |
| 2018 | Mnet Asian Music Awards       | „IDOL“                | Favorite Music Video            | Gewonnen  | [ 14 ] |
| 2018 | Korea Popular Music Awards    | „IDOL“                | Best Digital Song               | Nominiert | [ 15 ] |
| 2018 | Korea Popular Music Awards    | Love Yourself: Answer | Best Album of the Year          | Gewonnen  | [ 15 ] |
| 2018 | MBC Plus X Genie Music Awards | Love Yourself: Answer | Digital Album of the Year       | Gewonnen  | [ 16 ] |
| 2018 | MBC Plus X Genie Music Awards | „IDOL“                | Song of the Year                | Nominiert | [ 16 ] |
| 2018 | MBC Plus X Genie Music Awards | „IDOL“                | Dance Track (Male)              | Gewonnen  | [ 16 ] |
| 2018 | MBC Plus X Genie Music Awards | „IDOL“                | Best Music Video                | Gewonnen  | [ 16 ] |
| 2019 | Golden Disc Awards            | Love Yourself: Answer | Disk Bonsang                    | Gewonnen  | [ 17 ] |
| 2019 | Golden Disc Awards            | Love Yourself: Answer | Disk Daesang                    | Gewonnen  | [ 17 ] |
| 2019 | Gaon Chart Music Awards       | Love Yourself: Answer | Album of the Year – 3rd Quarter | Gewonnen  | [ 18 ] |
| 2019 | Gaon Chart Music Awards       | „IDOL“                | Song of the Year – August       | Nominiert | [ 18 ] |
| 2019 | Korean Music Awards           | „IDOL“                | Song of the Year                | Nominiert | [ 19 ] |
| 2019 | Korean Music Awards           | „IDOL“                | Best Pop Song                   | Nominiert | [ 19 ] |
| 2019 | Korean Music Awards           | Love Yourself: Answer | Album of the Year               | Nominiert | [ 19 ] |
| 2019 | Korean Music Awards           | Love Yourself: Answer | Best Pop Album                  | Nominiert | [ 19 ] |
| 2019 | The Fact Music Awards         | Love Yourself: Answer | Best Album Award                | Gewonnen  | [ 20 ] |
| 2019 | People’s Choice Awards        | „IDOL“                | Song of the Year                | Gewonnen  | [ 21 ] |
| 2019 | People’s Choice Awards        | „IDOL“                | Music Video of the Year         | Gewonnen  | [ 21 ] |
| 2019 | Gaffa-Prisen Awards           | Love Yourself: Answer | Best International Album        | Gewonnen  | [ 22 ] |

## Kommerzieller Erfolg

### Chartplatzierungen
Innerhalb von sechs Tagen wurde das Album über 1,51 Millionen Mal vorbestellt und brach Love Yourself 轉 ‘Tear’s Rekord für die meisten Vorbestellungen in der koreanischen Musikindustrie. Mit 2.033.475 verkauften Kopien ist Love Yourself 結 ’Answer’ das meistverkaufte Album in der Geschichte der Gaon Charts seit der Gründung in 2010.
| ChartsChartplatzierungen       | Höchstplatzierung | Wochen |
| ------------------------------ | ----------------- | ------ |
| Deutschland (GfK)              | 23 (62 Wo.)       | 62     |
| Japan (Oricon)                 | 1 (… Wo.)         | …      |
| Österreich (Ö3)                | 14 (4 Wo.)        | 4      |
| Schweiz (IFPI)                 | 13 (20 Wo.)       | 20     |
| Südkorea (KMCA)                | 1 (241 Wo.)       | 241    |
| Vereinigte Staaten (Billboard) | 1 (100 Wo.)       | 100    |
| Vereinigtes Königreich (OCC)   | 14 (12 Wo.)       | 12     |

| ChartsJahrescharts (2018)      | Platzierung |
| ------------------------------ | ----------- |
| Südkorea (KMCA)                | 1           |
| Vereinigte Staaten (Billboard) | 85          |

| ChartsJahrescharts (2019)      | Platzierung |
| ------------------------------ | ----------- |
| Südkorea (KMCA)                | 14          |
| Vereinigte Staaten (Billboard) | 118         |

| ChartsJahrescharts (2020) | Platzierung |
| ------------------------- | ----------- |
| Südkorea (KMCA)           | 49          |

| ChartsJahrescharts (2021) | Platzierung |
| ------------------------- | ----------- |
| Südkorea (KMCA)           | 31          |

| ChartsJahrescharts (2022) | Platzierung |
| ------------------------- | ----------- |
| Südkorea (KMCA)           | 65          |

### Auszeichnungen für Musikverkäufe
| Land/Region                  | Auszeichnungen für Musikverkäufe (Land/Region, Auszeichnung, Verkäufe) | Verkäufe  |
| ---------------------------- | ---------------------------------------------------------------------- | --------- |
| Dänemark (IFPI)              | Gold                                                                   | 10.000    |
| Frankreich (SNEP)            | Gold                                                                   | 50.000    |
| Italien (FIMI)               | Gold                                                                   | 25.000    |
| Japan (RIAJ)                 | Gold                                                                   | 100.000   |
| Neuseeland (RMNZ)            | Platin                                                                 | 15.000    |
| Polen (ZPAV)                 | Gold                                                                   | 10.000    |
| Südkorea (KMCA)              | 3× Diamant                                                             | 3.000.000 |
| Ungarn (MAHASZ)              | Gold                                                                   | 2.000     |
| Vereinigte Staaten (RIAA)    | Platin                                                                 | 1.000.000 |
| Vereinigtes Königreich (BPI) | Gold                                                                   | 100.000   |
| Insgesamt                    | 7× Gold · 2× Platin · 3× Diamant ·                                     | 4.312.000 |

Hauptartikel: BTS (Band)/Auszeichnungen für Musikverkäufe

## Musik-Shows
| Programm                  | Datum                                                    |
| ------------------------- | -------------------------------------------------------- |
| Music Bank (KBS)          | 31. August 2018 07. September 2018 14. September 2018    |
| Inkigayo (SBS)            | 02. September 2018 09. September 2018 16. September 2018 |
| Show Champion (MBC Music) | 05. September 2018 12. September 2018                    |